# Neogalea braziliensis
Neogalea braziliensis är en fjärilsart som beskrevs av George Francis Hampson 1905. Neogalea braziliensis ingår i släktet Neogalea och familjen nattflyn. Inga underarter finns listade i Catalogue of Life.